# Kenny Otigba
Kenneth Karim Otigba (* 29. srpna 1992, Kaduna, Nigérie) je maďarský fotbalový obránce a mládežnický reprezentant nigerijského původu, který působí v nizozemském klubu SC Heerenveen. Hraje na postu stopera (středního obránce).

## Klubová kariéra
S profesionálním fotbalem začínal v SC Heerenveen, do A-týmu se dostal v roce 2012.

## Reprezentační kariéra
Otigba je maďarským mládežnickým reprezentantem.